# Горонтало (народ)
Горонтало (Холонтало) — народ в Индонезии.
Горонтало живут на острове Сулавеси и на полуострове Минахаса. Численность населения около 500 тыс. человек.

## Место обитания
Остров Сулавеси имеет характерную извилистую форму с несколькими крупными полуостровами, направленными в разные стороны. Население острова активно участвует в традиционных праздниках и фестивалях, многие из которых отличаются красочным оформлением.
Остров отличается исключительным ландшафтным разнообразием: горные массивы переходят в равнины, которые сменяются тропическими лесами. Четыре полуострова Сулавеси отделены друг от друга горными хребтами, глубокими ущельями и труднопроходимыми лесами.
В административном отношении остров разделён на шесть провинций (по состоянию на 2023 год): Южный Сулавеси (Sulawesi Selatan), Центральный Сулавеси (Sulawesi Tengah), Юго-Восточный Сулавеси (Sulawesi Tenggara), Северный Сулавеси (Sulawesi Utara), Горонтало и Западный Сулавеси (Sulawesi Barat).

## Религия
Ислам суннитского толка является основной религией среди народа горонтало.

## Этническая история
До XVII века на территории существовала конфедерация пяти княжеств (Лима-Пахала), управляемая правителем — вассалом султана Тернате. Эта структура сохранялась вплоть до её официального упразднения в 1889 году. Жители острова восприняли ислам под влиянием султаната Тернате.

## Язык
Жители говорят на языке горонтало — язык западно-австронезийской группы, включающий несколько диалектов. Хотя он относится к индонезийским языкам, в нём отмечаются черты, характерные для филиппинских языков. 

## Основные занятия
Основным занятием народа является животноводство, преимущественно крупный и мелкий рогатый скот, лошади. Также развиты плетение, ткачество. Традиционное занятие — ручное подсечно-огневое земледелие (суходольный рис, кукуруза, саго, ямс и просо). Жители торгуют кокосами, даммаровой смолой и ротаном, которые собирают в джунглях. Также занятием народа является рыболовство, которое развито на озере Лимбото. В основном применяют сети, ловушки и гарпуны. Крупный рогатый скот используют как тягловую силу, лошадей — как вьючных животных и для верховой езды. Сведения о традиционной культуре народа горонтало в научной литературе ограничены; ремёсла — плетение, резьба по дереву.

## Традиции
На юге острова Сулавеси, столицей которого является город Макасар, похоронные церемонии традиционно сопровождаются сложными ритуалами и массовыми мероприятиями. Для захоронения выдалбливаются пещеры в скалах, нависающих над океаном, маленьких детей хоронят в дуплах деревьев. Сразу после окончания сезона сбора урожая, с августа по октябрь, организуются пышные празднества в честь умерших, при этом от туристов, желающих присутствовать на пиру, требуется материальная помощь семьям, которая может быть выражена как деньгами, так и мылом или сигаретами.
В о́круге Тана-Тораджа жители верят, что их праотцы спустились с небес на гору где-то двадцать поколений назад. Они до сих пор практикуют культы своих предков, где церемонии смерти и жизни после смерти сопровождаются великими торжествами. Жители деревень следуют строгой иерархии, для уважаемого жителя церемония свадьбы или похорон может растянуться на несколько дней. В жертву приносятся буйволы, останки умершего помещаются в гроб, который затем помещается в специальную пещеру, выдолбленную в скале. Входы в такие пещеры охраняются статуями умерших, что неустанно взирают на родных и близких, которых они покинули.

## Жилище
Семейные дома строятся на сваях, передний и задний концы крыш этих домов приподняты, что символизирует нос корабля, на котором предки народности прибыли на землю. Все дома смотрят на север. Предполагается, что причиной этого является тот факт, что предки народности пришли как раз с севера. Но существует и другая версия — на севере находится обитель Богов.

## Традиционная социальная организация
Традиционная семья малая матрилокальная, современная — неолокальная. Счёт родства билатеральный. Практикуются полигиния, левират, сорорат. Сохраняется сословное деление на князей, аристократов, свободных общинников. (Маретин 2002: 126)